# François Giguère
François A. Giguère  – były menedżer generalny hokejowego klubu Colorado Avalanche występującego w amerykańskiej National Hockey League. Kierował zespołem Avs od 24 maja 2006 roku do 13 kwietnia 2009. Poprzednio pracował w Dallas Stars, gdzie był asystentem menedżera. Z zespołem z Denver dwukrotnie sięgnął po Puchar Stanleya.